# Tião (basquetebolista)
Sebastião "Tião" Amorim Gimenez, também conhecido como Tião (Rio de Janeiro, 31 de maio de 1925), é um ex-jogador de basquete brasileiro que competiu nos Jogos Olímpicos de Verão de 1952.